# Retro
Retro eller retrostil er en stil der fortsætter eller imiterer trends, musik, mode, boligindretning eller lignende fra fortiden.

## Definition
Termen retro har været anvendt siden 1960'erne til at beskrive nye genstande som referer til særlige mode, motiver, teknikker elle materialer fra fortiden. Samtidig bruger mange folk udtrykket til at beskrive bestemte typer stil, som er skabt i fortiden. Retrostil forsøger i vore dage at rekapitulere og fokusere på produkter, mode og kunstnerisk stil, som er blevet produceret siden den industrielle revolution. Ordet retro er afledt af det latinske præfiks retro, der betyder baglæns eller i fortiden.
I Frankrig blev rétro, en forkortelse for rétrospectif, populært i forbindelse med Charles de Gaulle og Frankrigs rolle under anden verdenskrig. Den franske mode rétro fra 1970'erne hyldede den franske befolkning under den tyske besættelse i både film og litteratur. Ordet rétro blev snart efter anvendt til nostaligsk fransk mode, der mindede om moden fra denne periode.
Kort efter det blev introduceret i England af mode- og kulturpressen, hvor det blev anvendt på en mere kynisk genoplivning af ældre men relativt ny mode. I Simulacra and Simulation beskriver den franske teoretiker Jean Baudrillard retro som et ord fra forsiden, der distancerer sig fra nutiden med de store ideer, der drev den moderne tid.